# Dlouhá Lhota (ort i Tjeckien, Mellersta Böhmen, lat 49,72, long 14,12)
Dlouhá Lhota är en ort i Tjeckien.   Den ligger i regionen Mellersta Böhmen, i den centrala delen av landet, 50 km sydväst om huvudstaden Prag. Dlouhá Lhota ligger 429 meter över havet och antalet invånare är 299.
Terrängen runt Dlouhá Lhota är platt åt sydost, men åt nordväst är den kuperad. Runt Dlouhá Lhota är det ganska glesbefolkat, med 32 invånare per kvadratkilometer. Närmaste större samhälle är Příbram, 8,6 km väster om Dlouhá Lhota. I omgivningarna runt Dlouhá Lhota växer i huvudsak blandskog.